# Chiến lược đẩy-kéo

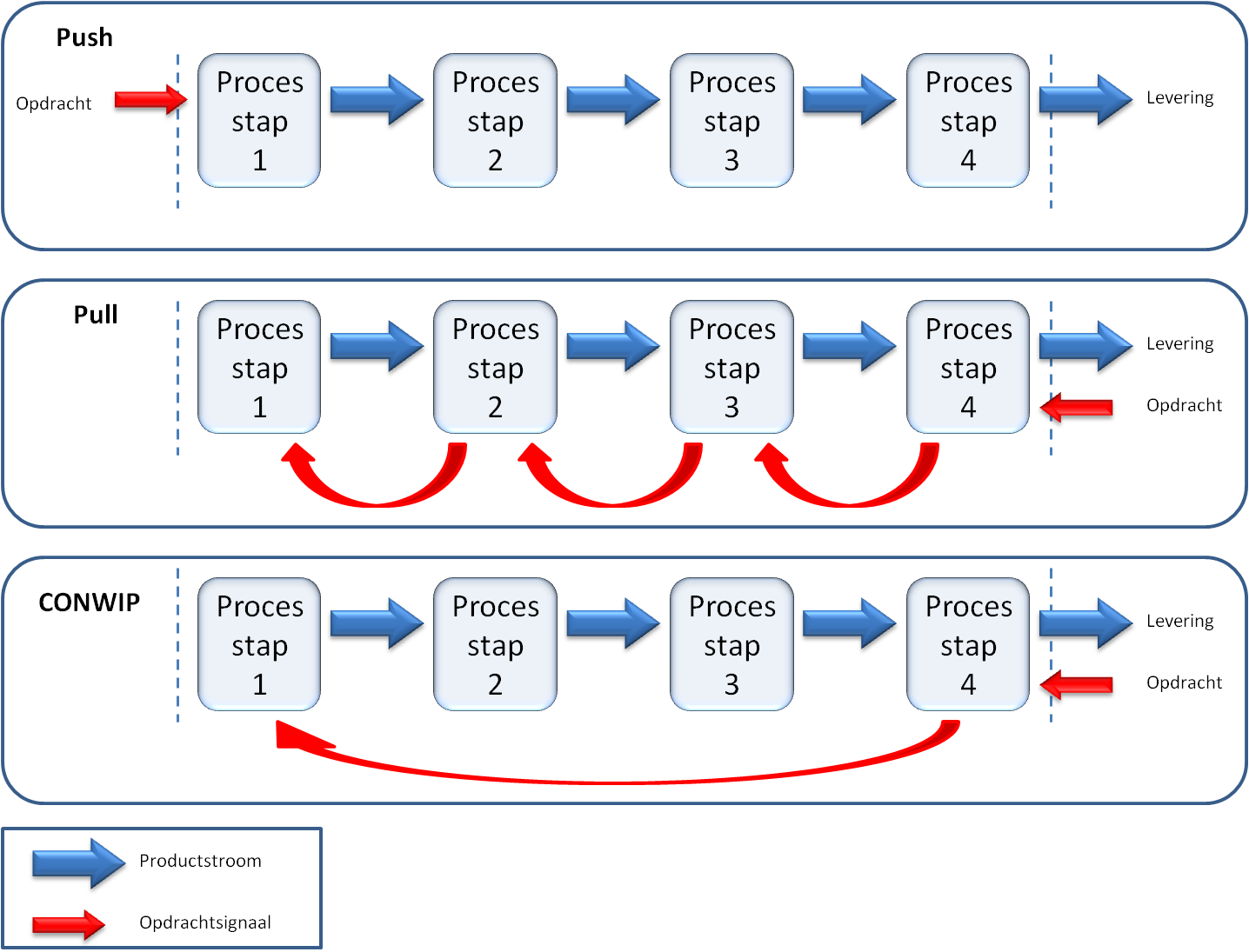
Ý nghĩa ban đầu của đẩy và kéo, như được sử dụng trong quản lý hoạt động, hậu cần và quản lý chuỗi cung ứng. Trong các đơn đặt hàng sản xuất hệ thống kéo bắt đầu khi hàng tồn kho đạt đến một mức nhất định, trong khi sản xuất hệ thống đẩy bắt đầu dựa trên nhu cầu (dự báo hoặc nhu cầu thực tế). CONWIP là sự kết hợp giữa hệ thống đẩy thuần túy và hệ thống kéo thuần túy.

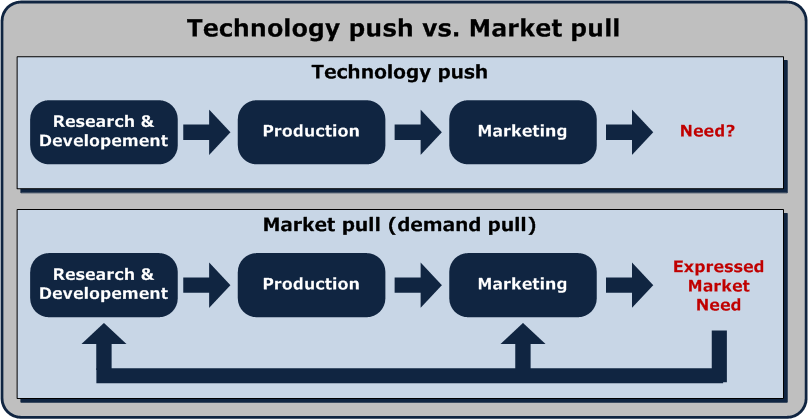
Hình ảnh cho thấy một sự thúc đẩy công nghệ, chủ yếu được thúc đẩy bởi các hoạt động nghiên cứu và phát triển nội bộ và kéo thị trường, được thúc đẩy bởi các lực lượng thị trường bên ngoài.

Các thuật ngữ kinh doanh đẩy và kéo bắt nguồn từ hậu cần và quản lý chuỗi cung ứng, nhưng cũng được sử dụng rộng rãi trong tiếp thị, và cũng là một thuật ngữ được sử dụng rộng rãi trong kinh doanh phân phối khách sạn.  Walmart là một ví dụ về một công ty sử dụng chiến lược đẩy so với kéo.

## Quản lý chuỗi cung ứng

### Định nghĩa đầy đủ
- Đẩy: Như đã nêu của Bonney et al. (1999) kiểm soát luồng thông tin theo cùng một hướng của dòng hàng hóa
- Đẩy một phần  hoặc đẩy-kéo: Nút thành công thực hiện yêu cầu đặt hàng cho nút trước.  Nút trước phản ứng bằng cách bổ sung từ cổ phiếu được xây dựng lại mỗi kỳ cố định.
- Kéo: Nút thành công thực hiện yêu cầu đặt hàng cho nút trước.  Nút trước phản ứng bằng cách tạo ra thứ tự, bao gồm tất cả các hoạt động nội bộ và bổ sung khi hoàn thành.
- Kéo một phần hoặc kéo-đẩy: Nút thành công thực hiện yêu cầu đặt hàng cho nút trước.  Nút trước phản ứng bằng cách bổ sung từ cổ phiếu được xây dựng lại ngay lập tức.  Có một số cấp độ của các hệ thống bán kéo như một nút có thể có cổ phiếu ở một số lớp trong một tổ chức.[5]

### Luồng thông tin
Với chuỗi cung ứng dựa trên đẩy, các sản phẩm được đẩy qua kênh, từ phía sản xuất đến nhà bán lẻ.  Nhà sản xuất đặt sản xuất ở mức phù hợp với mô hình đặt hàng lịch sử từ các nhà bán lẻ.  Phải mất nhiều thời gian hơn để chuỗi cung ứng dựa trên lực đẩy đáp ứng với những thay đổi về nhu cầu, điều này có thể dẫn đến tình trạng quá tải hoặc tắc nghẽn và chậm trễ (hiệu ứng bullwhip), mức độ dịch vụ không thể chấp nhận và lỗi thời của sản phẩm.
Trong chuỗi cung ứng dựa trên kéo, mua sắm, sản xuất và phân phối được định hướng theo nhu cầu hơn là dự báo.  Tuy nhiên, chiến lược kéo không phải lúc nào cũng yêu cầu sản xuất theo đơn đặt hàng.  Toyota Motors Sản xuất thường được sử dụng như một ví dụ về sản xuất kéo, nhưng thường không sản xuất theo đơn đặt hàng.  Họ theo "mô hình siêu thị" nơi hàng tồn kho hạn chế được giữ trong tay và được bổ sung khi nó được tiêu thụ.  Trong trường hợp của Toyota, thẻ Kanban được sử dụng để báo hiệu sự cần thiết phải bổ sung hàng tồn kho.
Chuỗi cung ứng hầu như luôn là sự kết hợp của cả đẩy và kéo, trong đó giao diện giữa các giai đoạn dựa trên đẩy và các giai đoạn dựa trên kéo đôi khi được gọi là ranh giới kéo đẩy.  Tuy nhiên, vì sự khác biệt tinh tế giữa sản xuất kéo và sản xuất theo đơn đặt hàng, một cái tên chính xác hơn cho điều này có thể là điểm tách rời.  Một ví dụ về điều này là bản dựng của Dell để đặt hàng chuỗi cung ứng.  Mức tồn kho của các thành phần riêng lẻ được xác định bằng cách dự báo nhu cầu chung, nhưng lắp ráp cuối cùng là để đáp ứng yêu cầu khách hàng cụ thể.  Điểm tách mẫu sau đó sẽ ở đầu dây chuyền lắp ráp.
- Áp dụng cho phần đó của chuỗi cung ứng nơi sự không chắc chắn về nhu cầu là tương đối nhỏ
- Quyết định sản xuất và phân phối dựa trên dự báo dài hạn
- Dựa trên các đơn đặt hàng trước đây nhận được từ kho của nhà bán lẻ (có thể dẫn đến hiệu ứng bullwhip)
- Không có khả năng đáp ứng mô hình nhu cầu thay đổi
- Các lô sản xuất lớn và thay đổi
- Mức độ dịch vụ không được chấp nhận
- Hàng tồn kho quá mức do nhu cầu cổ phiếu an toàn lớn
- Ít chi tiêu cho quảng cáo hơn chiến lược kéo

Trong một hệ thống kéo tiếp thị, người tiêu dùng yêu cầu sản phẩm và "kéo" nó qua kênh phân phối.  Một ví dụ về điều này là công ty sản xuất xe hơi Ford Australia.  Ford Úc chỉ sản xuất ô tô khi họ đã được khách hàng đặt hàng.
- Áp dụng cho phần đó của chuỗi cung ứng nơi nhu cầu không chắc chắn cao
- Sản xuất và phân phối theo nhu cầu
- Không có hàng tồn kho, đáp ứng các đơn đặt hàng cụ thể
- Dữ liệu điểm bán hàng (POS) rất hữu ích khi được chia sẻ với các đối tác chuỗi cung ứng
- Giảm thời gian dẫn
- Khó thực hiện

### Sử dụng chiến lược kéo, đẩy và lai đẩy
Harrison đã tóm tắt khi nào nên sử dụng từng một trong ba chiến lược chuỗi cung ứng:
- Chiến lược chuỗi cung ứng dựa trên lực đẩy thường được đề xuất cho các sản phẩm có độ không chắc chắn về nhu cầu thấp, vì dự báo sẽ cung cấp một dấu hiệu tốt về những gì sản xuất và giữ trong kho, và cho các sản phẩm có tầm quan trọng cao về quy mô trong việc giảm chi phí.
- Chiến lược chuỗi cung ứng dựa trên kéo, thường được đề xuất cho các sản phẩm có độ không chắc chắn về nhu cầu cao và tầm quan trọng thấp của tính kinh tế của quy mô, có nghĩa là, tập hợp không làm giảm chi phí, và do đó, công ty sẽ sẵn sàng quản lý chuỗi cung ứng dựa trên nhu cầu thực hiện.
- Chiến lược kéo đẩy lai, thường được đề xuất cho các sản phẩm có nhu cầu không chắc chắn cao, trong khi tính kinh tế theo quy mô rất quan trọng trong việc giảm chi phí sản xuất và giao hàng.  Một ví dụ về chiến lược này là ngành công nghiệp đồ nội thất, nơi chiến lược sản xuất phải tuân theo chiến lược dựa trên sức kéo, vì không thể đưa ra quyết định sản xuất dựa trên dự báo dài hạn.  Tuy nhiên, chiến lược phân phối cần tận dụng lợi thế kinh tế theo quy mô để giảm chi phí vận chuyển, sử dụng chiến lược dựa trên lực đẩy.[6]

### Ví dụ trongđẩyvàkéo
Hopp và Spearman xem xét một số hệ thống phổ biến nhất được tìm thấy trong công nghiệp và tài liệu và phân loại chúng là đẩy hoặc kéo
- Lập kế hoạch yêu cầu vật liệu (MRP) là một hệ thống đẩy vì các bản phát hành được thực hiện theo lịch sản xuất chính mà không liên quan đến tình trạng hệ thống.  Do đó, không có giới hạn WIP tiên nghiệm tồn tại.
- Kanban cổ điển là một hệ thống kéo.  Số lượng thẻ kanban thiết lập một giới hạn cố định trên WIP.
- Hệ thống chứng khoán cơ sở cổ điển là một hệ thống đẩy vì không có giới hạn về số lượng công việc trong quy trình trong hệ thống.  Điều này là do sự hỗ trợ có thể tăng vượt quá mức chăn nuôi.
- Cổ phiếu cài đặt cũng là một hệ thống đẩy như các hệ thống chứng khoán tiếng vang vì không áp đặt giới hạn về số lượng đơn đặt hàng trong hệ thống.
- CONWIP là một hệ thống kéo vì nó giới hạn WIP thông qua các thẻ tương tự như kanban.  Một sự khác biệt quan trọng so với Kanban từ quan điểm thực hiện là các thẻ cụ thể theo dòng chứ không phải là một phần cụ thể.  Tuy nhiên, từ góc độ kéo đẩy, thẻ CONWIP giới hạn WIP theo cách tương tự như thẻ kanban.
- Các hệ thống (K, S) (được đề xuất bởi Liberopoulos và Dallery) là các hệ thống kéo nếu K <và là các hệ thống đẩy khác.
- Các hệ thống POLCA được Suri đề xuất là các hệ thống kéo bởi vì, giống như kanban và CONWIP, WIP bị giới hạn bởi thẻ.
- Các hệ thống PAC được đề xuất bởi Buzacott và Shanthikumar là các hệ thống kéo khi số lượng thẻ quy trình (phục vụ để giới hạn WIP) ít hơn vô hạn.
- MRP với ràng buộc WIP (theo đề xuất của Axsäter và Rosling) là một hệ thống kéo.[7]

## Tiếp thị
Chiến lược đẩy quảng cáo đề cập đến tình huống khi nhà cung cấp quảng cáo sản phẩm của mình để có được nhận thức của khán giả, trong khi chiến lược kéo ngụ ý nhằm tiếp cận đối tượng đã thể hiện sự quan tâm hiện có về sản phẩm hoặc thông tin về sản phẩm đó.  Sự khác biệt giữa tiếp thị "đẩy" và "kéo" cũng có thể được xác định bằng cách thức mà công ty tiếp cận khách hàng tiềm năng.  Nếu, ví dụ, công ty đã gửi một tập tài liệu bán hàng, điều đó sẽ được coi là đẩy cơ hội về phía dẫn đầu.  Thay vào đó, nếu công ty cung cấp một chuyên gia về chủ đề như một diễn giả cho một sự kiện trong ngành có sự tham gia của các khách hàng tiềm năng, thì đó có thể là một chiến thuật được sử dụng như một phần của chiến lược để dẫn đầu bằng cách khuyến khích người đó tìm kiếm chuyên gia trong thời điểm cần thiết cho chuyên môn đó.

## Phân phối khách sạn
Thế giới trực tuyến đã đưa ra quyết định đẩy này cho doanh nghiệp phân phối khách sạn
- Chiến lược thúc đẩy trong kinh doanh phân phối khách sạn ngụ ý rằng hàng tồn kho của khách sạn được đặt cho các nhà phân phối hoặc đại lý bên ngoài hệ thống khách sạn trong một hoặc một số extranet thuộc về các nhà phân phối này (đại lý du lịch trực tuyến, công ty lữ hành và ngân hàng giường).  Do đó, hàng tồn kho phải được cập nhật trong các extranet này.  Các máy chủ của khách sạn nhận được ít sự cố giao thông hơn ngăn chặn máy chủ nhưng đặt phòng phải được chuyển đến hệ thống khách sạn.
- Chiến lược kéo dựa trên các nhà phân phối giao thoa với hệ thống quản lý tài sản của khách sạn.  Trong trường hợp này, hàng tồn kho được "kéo" từ hệ thống khách sạn (hoặc chuỗi khách sạn).  Phương pháp này cung cấp một bức tranh chính xác hơn nhiều về tính khả dụng thực tế và tiết kiệm thời gian tải các đặt chỗ, nhưng, đòi hỏi sự phát triển CNTT nhiều hơn và một máy chủ lớn hơn (dành riêng).